# 伊登 (明尼蘇達州)
伊登（英語：Eden）是位於美國明尼蘇達州道奇縣瓦西奧亞鎮區的一個非建制地區。

## 歷史
伊登的郵局於1886年成立，其後於1924年停運。此地由鐵路公司老闆命名。

## 地理
伊登所處的海拔為高於海平面373米（即1220英呎），而該地所採用的時區為UTC-6，即北美中部時區（CST）。同時該地設有夏令時間，為UTC-6調快一小時，即UTC-5（CDT）。